# Modellizzazione
Con il termine modellizzazione s'intende quel processo cognitivo che porta alla costruzione di un modello. Un modello è una rappresentazione mentale o teorica contenente la struttura essenziale degli oggetti o degli eventi nel mondo reale. In ambito scientifico, la modellizzazione permette di selezionare particolari aspetti di una realtà (un fenomeno fisico, una situazione in campo economico, un fenomeno naturale) e rappresentarli con i linguaggi della logica, stabilendo fra tali aspetti relazioni di tipo matematico. 
La modellizzazione di un sistema fisico o di un processo reale non è un'attività puramente mentale, in quanto prevede l'interazione con oggetti reali tramite l'osservazione e la sperimentazione.

## Semiotica
Per quanto riguarda l'ambito semiotico, invece, bisogna distinguere tra "type" e "token". La coppia type/token è stata introdotta in semiotica da Charles Sanders Peirce. 
Con il termine "type" si intendono delle entità astratte, rappresentazioni ideali di tutto ciò che esiste (piante animali e oggetti), mentre i "token" sono gli oggetti reali del mondo. Ogni persona può avere un suo type personale in testa, e creare quindi modelli a seconda della sua cultura e delle diverse esperienze fatte dalla nascita. In quanto rappresentazioni, i modelli non comprendono tutti gli aspetti della realtà. Con l'aumentare dell'esperienza lo schema di base del modello può essere modificato di volta in volta; esistono infinite possibilità di manipolazione di un modello.

## Modellizzazione economica
La modellizzazione economica è una rappresentazione semplificata della realtà economica che ha preso spunto da modellizzazioni applicate alla fisica o altrimenti in ambito scientifico caratterizzato da sistemi chiusi. La sua applicazione in ambiti economici ovvero sistemi aperti e soggetti per loro intrinseca natura a condizionamenti antropici ha fatto emergere ampie limitazioni previsionali.